# Closterium idiosporum
Closterium idiosporum  là một loài Song tinh tảo trong họ Desmidiaceae, thuộc chi Closterium.